# 李波 (1966年)
李波，北京航空航天大学人工智能学院常务副院长，主要从事计算机视觉、机器学习等领域的研究。兼任中国国务院学位委员会软件工程学科评议组成员、担任国家973计划项目“数字媒体理解的理论与方法研究”首席科学家，曾入选长江学者特聘教授，获得过中国国家技术发明二等奖和国家科技进步二等奖。